# Neuraminidáza

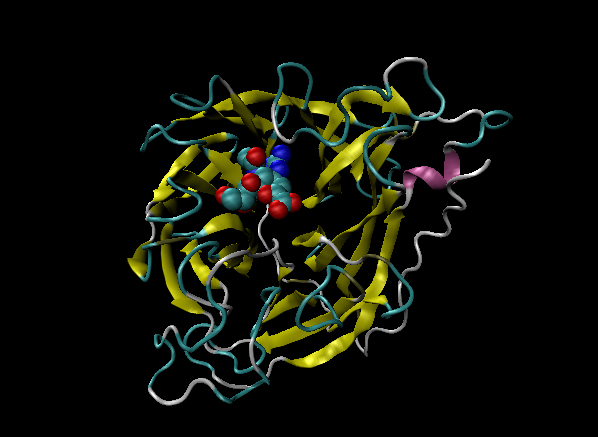

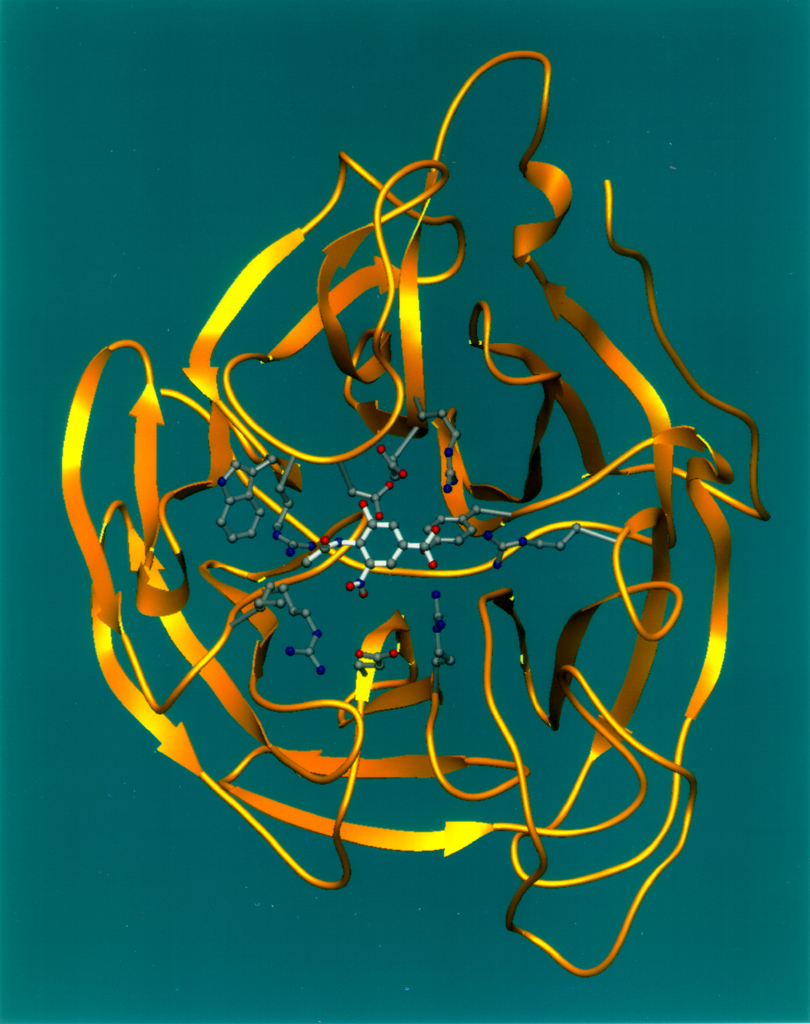

Neuraminidáza, též exo-α-sialidáza, acetylneuraminidáza nebo sialidáza, systematickým názvem acetylneuraminyl hydrolasa, číselným označením EC 3.2.1.18, je enzym, který štěpí glykosidové vazby mezi terminální kyselinou sialovou a subterminální galaktózou v oligosacharidech, glykoproteinech, glykolipidech a dalších substrátech.
Nejznámější je virová neuraminidáza na povrchu chřipkového viru, ale enzym je vlastní i dalším virům, je faktorem virulence bakterií i parazitických prvoků a v neposlední řadě je přítomný v savčích buňkách, kde se vyskytuje v lysozomech, cytosolu i asociovaný s cytoplazmatickou membránou - podílí se na degradaci glykoproteinů a proto vrozený defekt neuraminidázy vede ke vzácné střádací chorobě, sialidóze.

## Biochemický úvod
Glykoproteiny jsou bílkoviny, které mají na centrální bílkovinný řetězec kovalentně navázané řetězce oligosacharidů. V organismu plní mnohé funkce - jsou to bílkoviny plasmatické membrány, buněčné receptory, některé hormony a naprostá většina plasmatických proteinů jsou rovněž glykoproteiny. Tvoří také složku hlenu.
Neuraminidáza katalyzuje hydrolýzu α-(2 → 3), α-(2 → 6) a α-(2 → 8) glykosidových vazeb mezi kyselinou sialovou (nejč. kyselinou N-acetylneuraminovou) a subterminálním cukrem, v N-vázaných glykoproteinech tedy nejčastěji galaktózou.

## Neuraminidáza a její funkce u různých organismů

### Neuraminidáza u virů

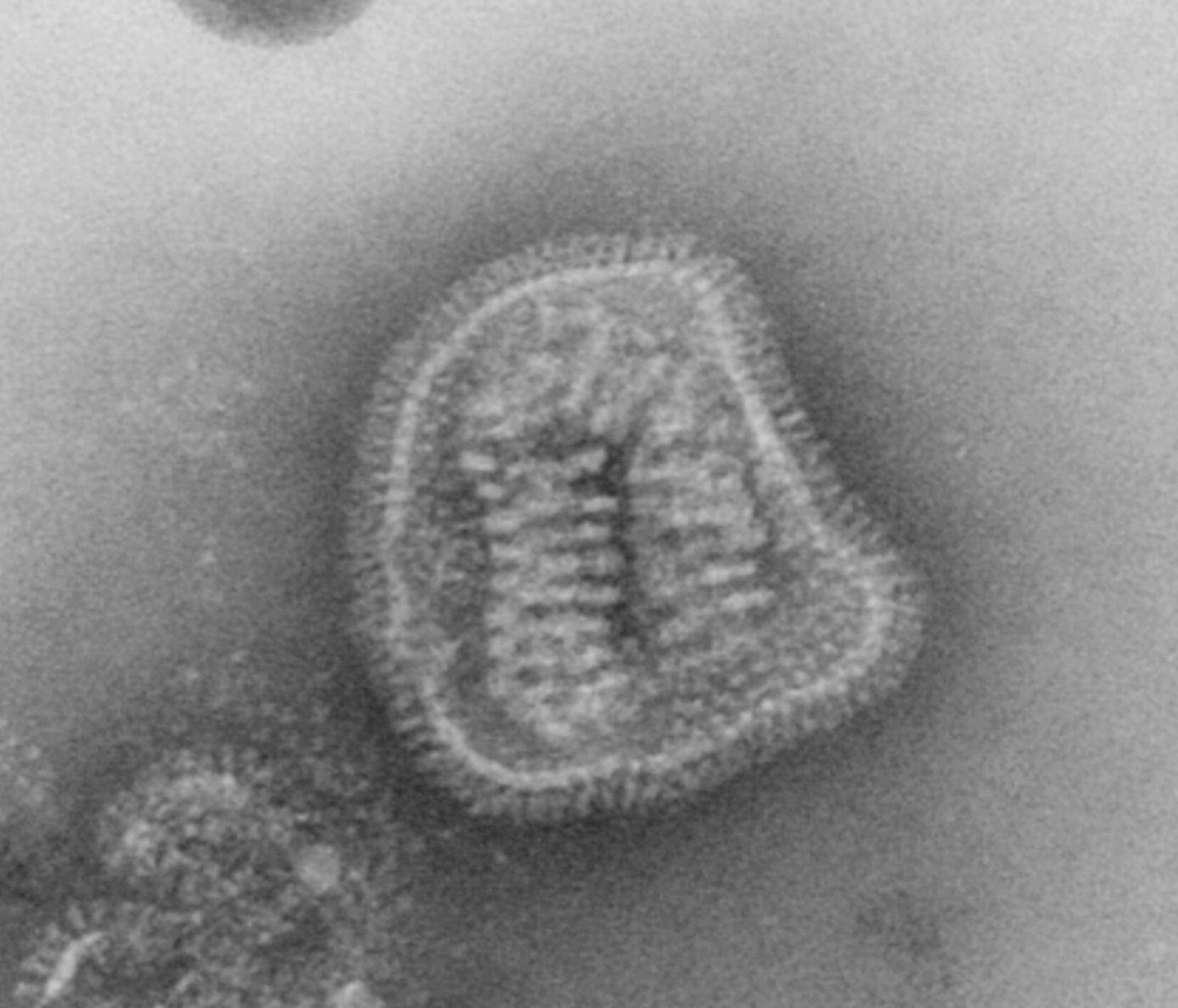
Virus chřipky pod elektronovým mikroskopem – na povrchu je patrná neuraminidáza a hemaglutinin

Neuraminidáza se jako povrchový antigen vyskytuje u všech virů z čeledi Orthomyxoviridae (chřipkové viry) a dále u rodu Paramyxovirus (způsobuje např. parainfluenzu skotu nebo Newcastleskou nemoc) a Rubulavirus (virus příušnic).
Nejlépe je její funkce prozkoumána u chřipkového viru (virus influenzy typu A), který způsobuje onemocnění horních dýchacích cest u člověka i zvířat. Virus sám má afinitu právě ke sliznici respiračního traktu – ta je ale před infekcí chráněna vrstvou hlenu.
Při chřipce se neuraminidáza uplatní několika způsoby – na začátku infekce rozštěpí hlen a umožní virionům dostat se k buňkám. Virion vstupuje do buňky přes receptor (a receptor je glykoprotein, zakončený kyselinou sialovou) pomocí druhého povrchového antigenu, hemaglutininu. Ten se váže právě ke kyselině sialové.
Nově vzniklé virové částice unikají z buňky pučením přes cytoplasmatickou membránu a při tom získávají obal. Ten ale, stejně jako původní membrána, obsahuje glykoproteiny (s kyselinou sialovou) – hrozí tedy, že by se nově vzniklé viriony díky hemaglutininu „přilepily“ k sobě navzájem a k membráně mateřské buňky. Neuraminidáza proto kyselinu sialovou odštěpí, umožní uvolnění virionů z buňky a zabrání jejich agregaci.
Specifické protilátky proti neuraminidáze nejsou schopné zabránit infekci, ale snižují replikační aktivitu a zabraňují dalšímu šíření viru. Viry chřipky se imunitní odpovědi hostitele brání vytvářením různých antigenních variant povrchových antigenů, tedy i neuraminidázy. Na základě její antigenní struktury se viry influenzy A zařazují do 9 suptypů (N1-N9).

#### Inhibitory neuraminidázy
Inhibitory neuraminidázy blokují funkci virové neuraminidázy a působí tak jako účinná antivirotika. K těmto substancím patří oseltamivir („Tamiflu®“) a zanamivir („Relenza®“).

### Neuraminidáza u bakterií
Neuraminidáza je tvořena bakteriálními patogeny dýchacích cest a zřejmě slouží jako faktor virulence, modifikuje receptory na apikálním povrchu buněk a umožňuje kolonizaci sliznic. Přesná úloha neuraminidázy v patogenezi onemocnění je však zatím neznámá. Nicméně mutantní kmen bakterie P.aeruginosa, který neměl schopnost sysntetizovat neuraminidázu, ztratil také schopnost způsobit infekci in vivo a inhibitory bakteriální neuraminidázy by se tak v budoucnu mohly stát způsobem, jak zabránit vzplanutí bakteriálního zápalu plic.

#### Bakterie, které tvoří neuraminidázu
Neuraminidáza byla objevena u mnoha druhů bakterií, zvláště pak u patogenních kmenů.
- Arthrobacter
  - Arthrobacter ureafaciens
- Bacteroides[2]
  - Bacteroides bivius
  - Bacteroides distasonis
  - Bacteroides fragilis
  - Bacteroidesochraceus
  - Bacteroides oralis
  - Bacteroides ovatus
  - Bacteroides thetaiotaomicron
  - Bacteroides variabilis
  - Bacteroides vulgatus
- Clostridium
  - Clostridium perfringens
  - Clostridium sordellii [3]
- Clostridium welchii[4]
- Corynebacterium
  - Corynebacterium diphtheriae [5]
- Erysipelothrix
  - Erysipelothrix rhusiopathiae[6]
- Hemophilus
  - Hemophilus influenzae
- Micromonospora
  - Micromonospora viridifaciens
- Pseudomonas
  - Pseudomonas aeruginosa
- Salmonella
  - Salmonella typhimurium
- Streptococcus
  - Streptococcus pneumoniae
- Vibrio
  - Vibrio cholerae[7]

### Prvoci tvořící neuraminidázu
Neuraminidáza je syntetizována také parazitickými prvoky, jako je Trichomonas vaginalis nebo trypanozomy.

## Neuraminidáza v lidských buňkách
V savčích buňkách, tedy i v buňkách člověka, se také nachází neuraminidáza. Syntetizované glykoproteiny podléhají neustálé obměně a neuraminidáza tak společně s dalšími glykosidázami zajišťuje jejich degradaci.
- lysosomální sialidáza, N-acetyl-α-neuraminidasa 1, NEU1
- cytosolová neuraminidáza, N-acetyl-α-neuraminidasa 2, NEU2
- membránová neuraminidáza, (gangliosidová sialidáza), N-acetyl-α-neuraminidasa 3, NEU3
- sialidáza 4, N-acetyl-α-neuraminidasa 4

Nedostatečná aktivita NEU1 vede ke střádavé chorobě, při níž se v lysosomech postupně hromadí sializované glykopeptidy a oligosacharidy. Tato geneticky podmíněná nemoc, sialidóza, se projevuje mentální retardací, neurologickými abnormalitami, hrubými rysy v obličeji a deformacemi páteře. V moči nemocných se nacházejí abnormální degradační produkty a pod mikroskopem je patrná vakuolizace buněk. Závažnost choroby kolísá od mírného průběhu až po rychle progredující, který vede ke smrti pacienta brzy po narození.

## Neuraminidáza ve výzkumu
Neuraminidáza je vysoce specifický enzym, který štěpí jen konkrétní glykosidickou vazbu. Jako takový je užitečný při strukturní analýze oligosacharidů, při odhalování vazeb kyseliny sialové a při desializaci glykoproteinů (což odhaluje vazebná místa).